# Lijst van rijksmonumenten in Wierden (plaats)
De plaats Wierden telt 13 inschrijvingen in het rijksmonumentenregister. Hieronder een overzicht.
| Object | Oorspronkelijke functie? | Bouwjaar                   | Architect         | Locatie                               | Coördinaten?                  | Nr.?   | Afbeelding        |
| --- | ------------------------ | -------------------------- | ----------------- | ------------------------------------- | ----------------------------- | ------ | ----------------- |
| Toren Nederlands Hervormde Kerk                                                                                                  | Kapel                    | eind 15e eeuw              |                   | Burgemeester J.C. van den Bergplein 3 | 52° 21' 25" NB, 6° 35' 37" OL | 38901  | Meer afbeeldingen |
| 't Woolderink | Boerderij                | 1798                       |                   | Kloosterhoeksweg 6                    | 52° 19' 21" NB, 6° 33' 36" OL | 38903  | Meer afbeeldingen |
| Boerderij onder met stro en pannen gedekt dak                                                                                    | Boerderij                |                            |                   | Stegeboersweg 14                      | 52° 21' 15" NB, 6° 34' 37" OL | 38904  | Meer afbeeldingen |
| Boerderijtje onder een met riet en pannen gedekt dak, dat aan de voorzijde een wolfschild en aan de achterzijde een schild heeft | Boerderij                | 1778                       |                   | Weversweg 2                           | 52° 20' 41" NB, 6° 34' 39" OL | 38907  | Meer afbeeldingen |
| Boerderij onder met stro en pannen gedekt dak                                                                                    | Boerderij                | 18e eeuw                   |                   | Zunaweg 10                            | 52° 19' 54" NB, 6° 30' 20" OL | 38908  | Meer afbeeldingen |
| Schaapskooi en houten schuur | Boerderij                |                            |                   | Piksenweg tegenover 5                 | 52° 23' 43" NB, 6° 33' 33" OL | 38913  | Meer afbeeldingen |
| Omvangrijk boerderijcomplex, schuren                                                                                             | Boerderij                | tweede helft 19e eeuw      |                   | Rijssensestraat 67                    | 52° 21' 10" NB, 6° 35' 15" OL | 47012  | Meer afbeeldingen |
| Pompgebouw | Nutsbedrijf              | 1928                       |                   | Nijverdalsestraat 98                  | 52° 21' 36" NB, 6° 34' 23" OL | 512256 | Upload foto       |
| Filtergebouw | Nutsbedrijf              | 1928                       |                   | Nijverdalsestraat 98                  | 52° 21' 36" NB, 6° 34' 23" OL | 512257 | Upload foto       |
| Ebina (de Vrijthof) | Kasteel, buitenplaats    | 1925                       | M.H. Krabshuis    | Oude Tolweg 3                         | 52° 21' 17" NB, 6° 33' 22" OL | 512262 | Upload foto       |
| Pompgebouw | Nutsbedrijf              | 1893                       | H.P.N. Halbertsma | Nijverdalsestraat 88                  | 52° 21' 38" NB, 6° 34' 47" OL | 512263 | Pompgebouw        |
| Brugwachtershuisje | Bedieningsgebouw         | ca. 1900                   |                   | Enterweg 29                           | 52° 19' 0" NB, 6° 34' 27" OL  | 512264 | Upload foto       |
| Erve 't Winkel | Boerderij                | laat 18e of vroeg 19e eeuw |                   | Rijssensestraat 101                   | 52° 19' 25" NB, 6° 32' 40" OL | 524393 | Upload foto       |